# SN 2006kh
SN 2006kh – supernowa typu II odkryta 11 września 2006 roku w galaktyce A014911-0036. W momencie odkrycia miała maksymalną jasność 20,60m.